# Passo Santa Franca
Il passo Santa Franca, conosciuto anche come valico di Santa Franca e valico del monte di Santa Franca, è un valico dell'Appennino ligure situato in provincia di Piacenza, sul confine tra i comuni di Farini e Morfasso, che mette in comunicazione la val Nure con la val d'Arda.

## Geografia fisica
Il passo si trova a una quota di 1276 m s.l.m., nei pressi dell'omonimo monte, posto lungo lo spartiacque tra la val Nure e la val d'Arda, non lontano dal monte Menegosa, raggiungibile dal valico percorrendo i sentieri CAI 901 e 903, a sua volta a breve distanza dallo spartiacque con la val Ceno.

## Storia
Nei pressi del passo nel 1214, fu costituito dalla religiosa Franca da Vitalta, un monastero, grazie alla licenza del vescovo Folco Scotti su di un terreno in precedenza di proprietà della famiglia Visconti.

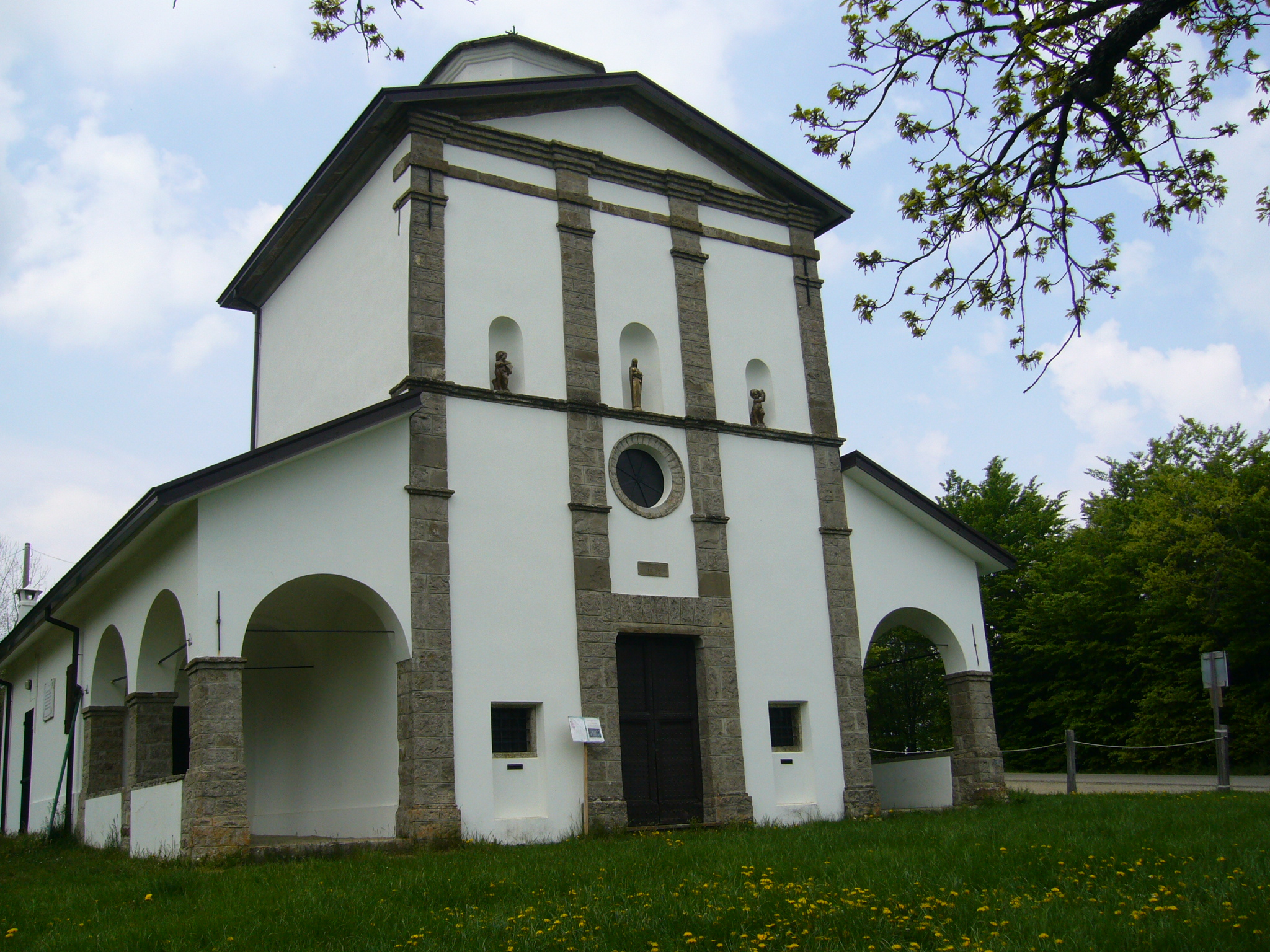
L'oratorio di Santa Franca

Nel 1882 fu costruito un oratorio, dedicato alla stessa Santa Franca a vestigio dell'attaccamento della popolazione locale per la religiosa.
Nel corso della seconda guerra mondiale, nell'ambito della resistenza partigiana, la zona del passo, così come buona parte dell'Appennino piacentino, fu teatro di scontri tra le truppe tedesche e le forze partigiane, le quali arrivarono a controllare ampie porzioni di territorio montano; il 3 dicembre 1944 il passo fu teatro dell'uccisione da parte delle truppe tedesche di 9 persone, le cui salme furono recuperate nei giorni successivi da don Giovanni Amasanti, parroco di Groppoducale, che provvide alla sepoltura nel locale cimitero, dove rimasero fino alla conclusione del conflitto.

## Sport

### Ciclismo
Il versante da Groppallo, che si dirama dalla strada provinciale 51 di Groppallo nella località di Riovalle, presenta una lunghezza di 4,2 km e una pendenza media del 7,7%, con punte massime al 13,2%.
Il versante da Morfasso, presenta una lunghezza di 7,7 km e una pendenza media dell'8,3%, con punte massime al 15,6%: i primi chilometri della salita sono i più agevoli, poi, superata la frazione morfassina di Rocchetta, la strada diventa più impegnativa con una pendenza media che si mantiene intorno al 10%.
Il versante da Prato Barbieri, presenta una lunghezza di 6 km e una pendenza media del 5,8%, con punte massime al 12,8%: la strada sale in maniera irregolare, con tratti più duri che si alternano con alcune contropendenze e, nell'ultimo tratto, si ricongiunge con il versante che sale da Morfasso.